# 高拜石

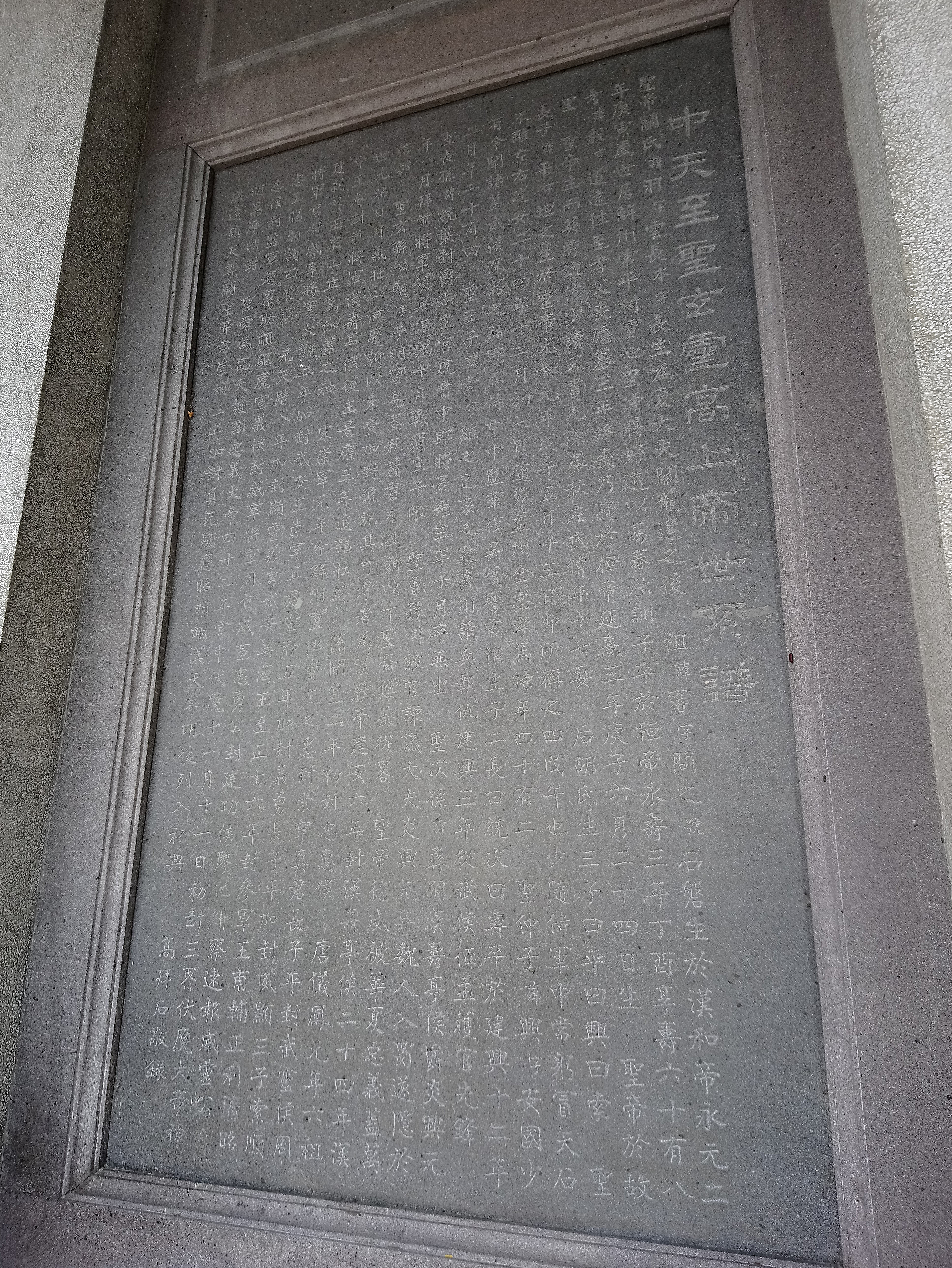
三峽行修宮內高拜石敬錄「中天至聖玄靈高上帝世系譜」

高拜石（1901年3月4日—1969年4月23日） ，字懶雲，別號般若、古春風樓主人，筆名芝翁、南湖、芝斐、介園、懶雲，福建福州人，中華民國編輯、書法家、作家。

## 生平
清光緒二十七年農曆正月十四日生於福建福州。父親高杰藩為福建省永春州知事，家族為浙江鎮海望族，遊宦落籍福建福州。六歲入塾，十一歲入省立商業學校。課餘常投寄稿件於報章。畢業後隨叔父北上九江縣，在政府處理文書函牘，不久調山東栖霞縣。後來就讀於北京平民大學文科，1921年畢業。受吳昌碩影響，專研書法與篆刻。曾在北京創辦《心聲晚報》。回福建復創《華報》、《寰宇新聞》，並出任當地的《民國日報》编輯。抗戰時在福州任福建省府參議，日軍撤退後，主持當地《中央日報》筆政。曾隨湯恩伯赴廈。
到臺灣後，受劉啟光協助，入華南銀行工作。二二八事件，時任中國國民黨臺灣省黨部宣傳處主任秘書，替出面組織治安維持會的蔣渭川寫廣播稿，並經由林紫貴向李翼中請示。曾任臺灣省新聞處主任秘書。在報界於《新生報》副刊撰寫專欄「古春風樓瑣記」，為描寫清末民初人物，後印為書籍出版，全篇共14回。在《大華晚報》則發表「浮滙識小」專欄。曾發起組織中國書法學會並擔任理事，並組東冶藝林、八儔書畫會與五人書展等。1969年4月23日病逝於臺灣。

## 其他
- 2014年10月6日，行政院長江宜樺在被質詢時，立法委員趙天麟發現國家發展委員會主委管中閔在下面讀《古春風樓瑣記》[3]。

## 作品
- 《古春風樓瑣記》
- 《光宣詩壇點將錄校注》
- 《南湖錄憶》